# Juan Pablo Bonet
Juan Pablo Bonet (El Castellar, 1573 – Madrid, 2 de fevereiro de 1633) foi um padre espanhol, educador e pioneiro na educação de surdos.
Bonet publicou o primeiro livro sobre a educação dos surdos em 1620, em Madrid, com o título Redução das Letras e Arte de Ensinar a Falar os Mudos. Foi educador de Luís Velasco, um surdo, filho de Juan Fernandez Velasco, Condestável de Castela, para quem Bonet era secretário particular. 
O seu método, ao ensinar surdos, explicava que seria mais fácil ensinar o surdo a ler, se fosse usado um alfabeto manual (dactilologia). Um desses alfabetos já existia há cerca de 30 anos. No entanto, apesar do uso do alfabeto manual, Bonet proibia o uso da língua gestual (br: língua de sinais).
O Livro de Bonet atraiu as atenções de intelectuais europeus para a causa dos surdos, como por exemplo Jacob Rodrigues Pereira, Amman e Wallis.

## Reducción de las letras y arte para enseñar a hablar a los mudos (Bonet, 1620): V, X, Y, Z.

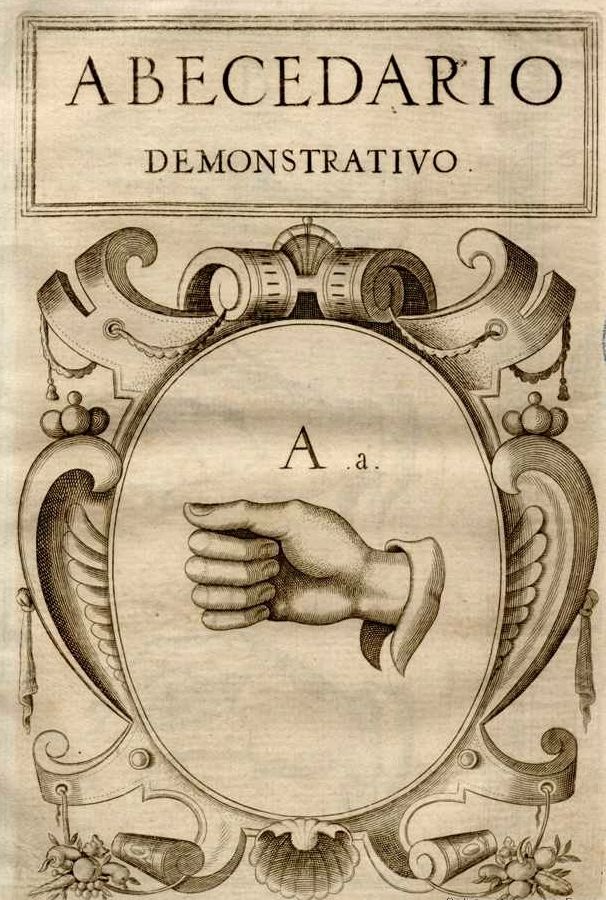
V, X, Y, Z.